# 손상경
손상경(1980년 7월 26일 ~ )은 대한민국의 배우이다.

## 출연작

### 영화
- 《살인의뢰》 (2015년) - 오영석 역
- 《나의 독재자》 (2014년) - 덩치 역
- 《타짜: 신의 손》 (2014년) - 신 부장 역
- 《비정한 도시》 (2012년) - 영치금 역
- 《부당거래》 (2010년) - 김 회장 하수인 역
- 《아저씨》 (2010년) - 곰 역
- 《물 좀 주소》 (2009년) - 공원  역
- 《모노폴리》 (2006년) - 소년 보디가드 역
- 《싸움의 기술》 (2006년) - 공원 애정남 역
- 《똥개》 (2003년) - 응군 역

### 드라마
- 《소용없어 거짓말》 (2023년, tvN) - 곽 형사 역
- 《메모리스트》 (2020년, tvN) - 한만평 역
- 《아스달 연대기》 (2019년, tvN) - 거한  역
- 《구해줘 2》 (2019년, OCN)
- 《피어나》 (2018년, 네이버TV) - 박 대리 역
- 《투깝스》 (2017년, MBC) - 박달수의 부하 역
- 《아르곤》 (2017년, tvN) - 편집장 역
- 《구해줘》 (2017년, OCN) - 조완덕 역
- 《심야식당》 (2015년, SBS) - 덩치 역
- 《친구, 우리들의 전설》 (2009년, MBC) -코끼리 역